# Jörg Woithe
Jörg Woithe, född 11 april 1963 i Berlin, är en före detta östtysk simmare.
Woithe blev olympisk guldmedaljör på 100 meter frisim vid sommarspelen 1980 i Moskva.